# (8147) Colemanhawkins
(8147) Colemanhawkins (1984 SU3) – planetoida z grupy pasa głównego asteroid okrążająca Słońce w ciągu 4,29 lat w średniej odległości 2,64 au. Odkryta 28 września 1984 roku.